# I’ll Never Love Again
Az I’ll Never Love Again egy dal a 2018-as Csillag születik című film filmzenei albumáról, amelyet a főszereplők, Lady Gaga és Bradley Cooper adnak elő. A film rendezőjeként is jegyzett Cooper karaktere a dal utolsó refrénjét énekli egy visszatekintésben. A filmzenei albumra a dal mindkét verziója felkerült, így a bővített változat is, amiben Gaga az egyedüli előadó. Gaga a dalt Natalie Hemby-vel, Hillary Lindsey-vel és Aaron Raitiere-rel írta meg. A szám mindkét változatának produceri munkáját Gaga és Benjamin Rice végezték. 
A dal egyöntetűen pozitív kritikákat kapott, és első helyezést ért el a szlovák digitális listán, illetve az első tíz közé került a magyar, ír, skót, luxemburgi, görög és spanyol kislemezlistákon. 2019. május 27-én Franciaországban megjelent a rádiókban az album harmadik kislemezeként. A Shallow  győzelme után ez lett az album második olyan dala, amely elnyerte A legjobb vizuális média számára írt dalnak járó Grammy-díjat , ezzel a mai napig ez az egyetlen alkalom, hogy egyetlen vizuális média filmzenéje többször is megnyerte ezt a kategóriát a Grammy-díjkiosztón.

## Háttér és kompozíció

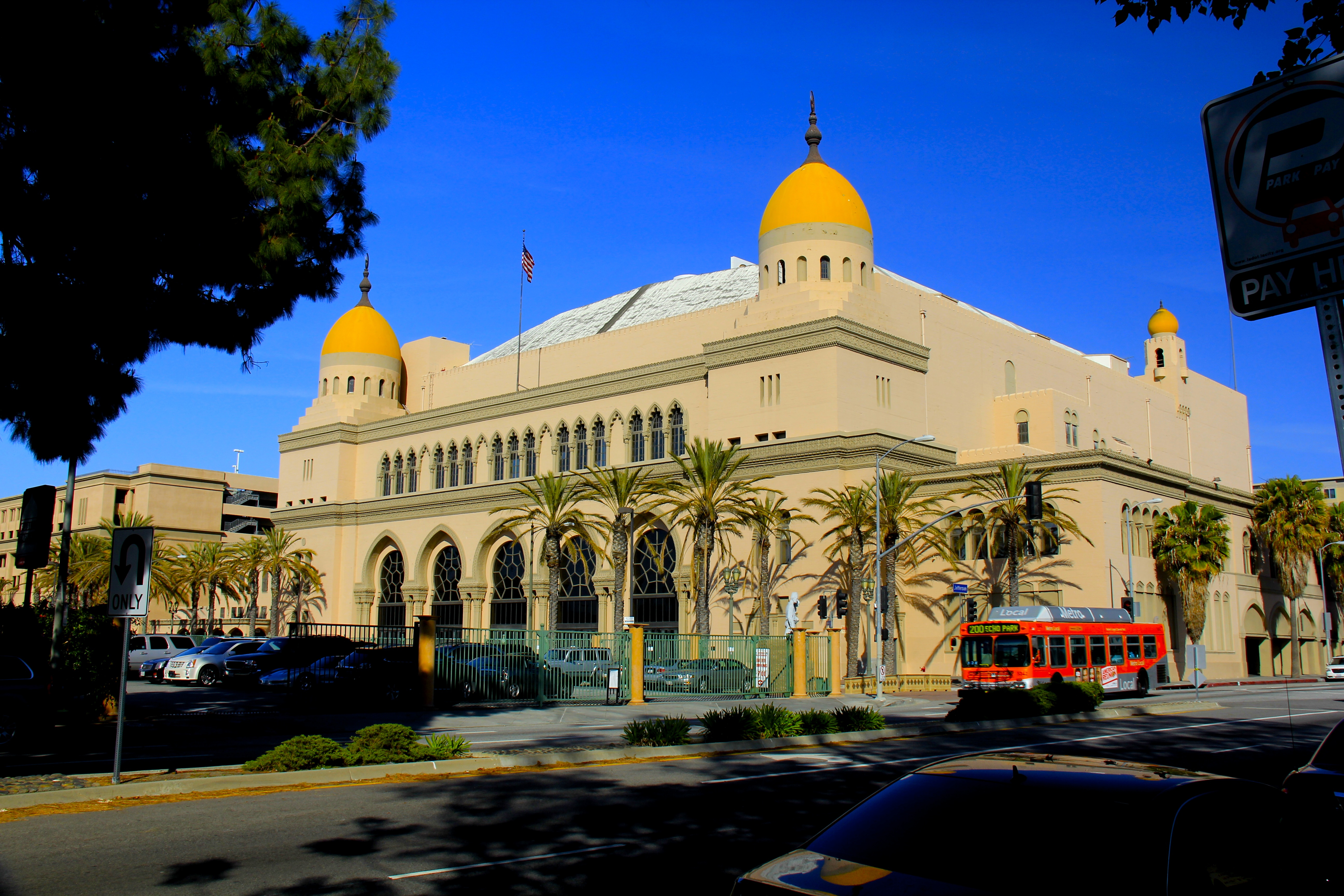
Az I’ll Never Love Again-t a Los Angeles-i Shrine Auditoriumban vették fel

Amikor Gaga épp készült a Csillag születik utolsó jelenetének felvételére, ahol az I’ll Never Love Again-t énekli, az énekesnő kapott egy telefonhívást, hogy negyedik stádiumú rákban szenvedő gyerekkori legjobb barátnője, Sonja Durham a halálos ágyán fekszik. Gaga otthagyta a forgatást, hogy találkozhasson Durhammel, de tíz perccel a halála után ért csak oda. Megkérdezte Durham férjét, hogy visszatérjen-e a forgatásra, amire a férfi azt felelte: „Azt kell tenned, amit Sonja akart volna”, így végül úgy döntött, hogy visszamegy. Főszereplőtársa és a rendező Bradley Cooper támogatását fejezte ki Gagának a tragédia kapcsán, de az énekesnő hajthatatlan volt, hogy be akarja fejezni a jelenetet, így színpadra lépett és elénekelte az I’ll Never Love Again-t. Gaga ezzel kapcsolatban elmondta: „[Sonja] egy tragikus ajándékkal látott el azon a napon, amit én magammal vittem a forgatásra, és elénekeltem ezt a dalt Jackson és az ő számára is ugyanazon a napon egy órán belül.”
A filmes változat mellett a filmzenei albumon megtalálható egy bővített verzió is. Gaga a számot Natalie Hembyvel, Hillary Lindseyvel és Aaron Raitiere-rel szerezte. Mindkét változat producerei Gaga és Benjamin Rice voltak. A dal 4/4-es ütemben, G-molban került előadásra, és közepes tempójú  54-es percenkénti leütésszámmal rendelkezik. Akkordmenete Gadd2–Em7–Cmaj9–D9sus a verzékben, míg Gadd2–Em7(no3)–Cmaj9/E–D9sus a refrén során. Gaga hangterjedelme G3.től E5-ig terjed. Brian Truitt a USA Today-től egy érzelmes balladaként írta le.

## Megjelenés és kereskedelmi fogadtatás
Csupán két héttel azután, hogy a Csillag születik megjelent a mozikban, 2019. október 19-én az Apple Music-on Lady Gaga bemutatta az I’ll Never Love Again videóklipjét is. Gaga Twitterén keresztül osztotta meg a linket követőivel, és egy rövid részletet is feltöltött a videóból. Egy héttel később, október 26-án a hivatalos YouTube oldalára is feltöltötték a klipet. A videó egy párbeszéddel kezdődik a filmből, ahol Gaga karaktere, Ally először beszél arról Bradley Cooper karakterének, Jacksonnak, hogy megtalálta az általa írt dalszöveget. „Szeretném tudni, hogy mi ez. Egy titkolt szerelmes dal?” kérdezi Jacksont. A férfi erre azt válaszolja: „Nem, igazából nem titkoltam. Akkor kezdtem el ezt írni, mikor otthon voltunk. Nem is tudom, csak úgy kibukott belőlem, és gyorsan leírtam.” Ezt követően látható, ahogy Ally előadja az I’ll Never Love Again-t a film utolsó jelenetében.
A dalt a harmadik kislemeznek választották 2019. május 27-én Franciaország egyes régióiban. Az első helyre került Szlovákiában, míg a top 10-be tudott jutni a magyar kislemezeladási listán, Skóciában, Írországban, a görög digitális listán, Spanyolországban és Luxemburgban is. A dal a 36. helyen debütált az Egyesült Államokban a Billboard Hot 100-as listán, és eddig 226 000 példányt adtak el belőle és több mint 66 millió streamet sikerült elérnie.

## A kritikusok értékelései és elismerések
Az I’ll Never Love Again-t a zenei kritikusok elismeréssel fogadták, „lenyűgözőnek” és „lehengerlőnek” nevezték. Különböző csatornák azt jósolták, hogy Gaga A legjobb eredeti dal kategóriában Oscar-jelölést fog kapni. Yohana Desta, a Vanity Fair munkatársa úgy vélte, hogy bár a Shallow a befutó az Oscar-versenyben, az I’ll Never Love Again „hagyományosabb választás lenne, és Gaga lenyűgöző hangterjedelmének tökéletes bemutatására szolgál”, és „a filmzene legszívszorítóbb dalának” nevezte. Az USA Today írója, Patrick Ryan úgy vélte, hogy az I’ll Never Love Again-nel, „a film pusztító érzelmi záródalával”, Gaga „egy félelmetes számot ad elő a szerelemről és a veszteségről, elsöprő érzékenységgel és eleganciával. Ez egy olyan transzcendens teljesítmény, amely az énekesnőből lett színésznő első Oscar-díját hozhatja el, és ismét emlékeztet minket arra, hogy jelenleg ő az egyik legjobb énekesnő bármelyik műfajban, legyen az pop vagy más”.
Tatiana Cirisano, a Billboard munkatársa a film legjobb jelenetének tartotta Gaga I’ll Never Love Again című dalának előadását, és azt írta: „Nemcsak a dalszöveg lesújtóan gyönyörű, de Gaga/Ally bemutatja teljes, felhőkarcoló magasságú hangterjedelmét”. Jon Pareles a The New York Times-tól Harry Nilsson Without You-jához és Eric Carmen All by Myself-jéhez hasonlította a dalt, és megdicsérte Gaga „old-school finomságát, időzítését, érzelmességét és tüdőerejét”. Bianca Gracie a Uproxx-tól „az egyik legerősebb filmes pillanatnak” és Gaga egyik legjobb dalának találta, mondván, hogy „akkor a legjobb, amikor levetkőzi az összes bolondos (de még mindig szeretett) szintetizátort, és kizárólag zongorakísérettel énekel”. Ty Burr a The Boston Globe-tól a filmkritikájában azt írta, hogy Gaga „csúcspontot jelentő megemlékező” előadásában a dal „letaglózva hagyja maga után az embert, akár tetszik, akár nem”. Emily Yahr, a The Washington Post munkatársa „elragadónak” találta, míg Bethonie Butler ugyanettől a laptól a soundtrack legjobb dalának nevezte, amelyben Gaga „szenvedélyes, de kontrollált énekhangot” mutat be. Hozzátette: „Miután megmutatta irigylésre méltó hangterjedelmét, Gaga átmegy egy mézes-mázos, szinte dzsesszes részbe, amely olyan, mintha a stúdióban improvizálta volna”. A Shallow-hoz hasonlítva, Nick Reilly az NME-től azt mondta, hogy „a dolgok hasonlóan mélyre mennek” az I’ll Never Love Again-nel, „még ha veszélyesen közel is kerül ahhoz, hogy elveszítse az előtte lévő, kiteljesedett érzelmi csúcsot”. A Daily Telegraph munkatársa, Neil McCormick az I’ll Never Love Again és az Always Remember Us This Way című dalokat választotta Gaga legjobb szóló számainak az albumról, mondván: „Lehet, hogy közhelyesek, szentimentálisak és régimódiak, de elegendő meggyőződés és vokális drámaiság hajtja őket ahhoz, hogy azt sugallják, Lady Gagában megvan a sztárerő ahhoz, hogy bármelyik zenei korszakban szupernóva legyen.”

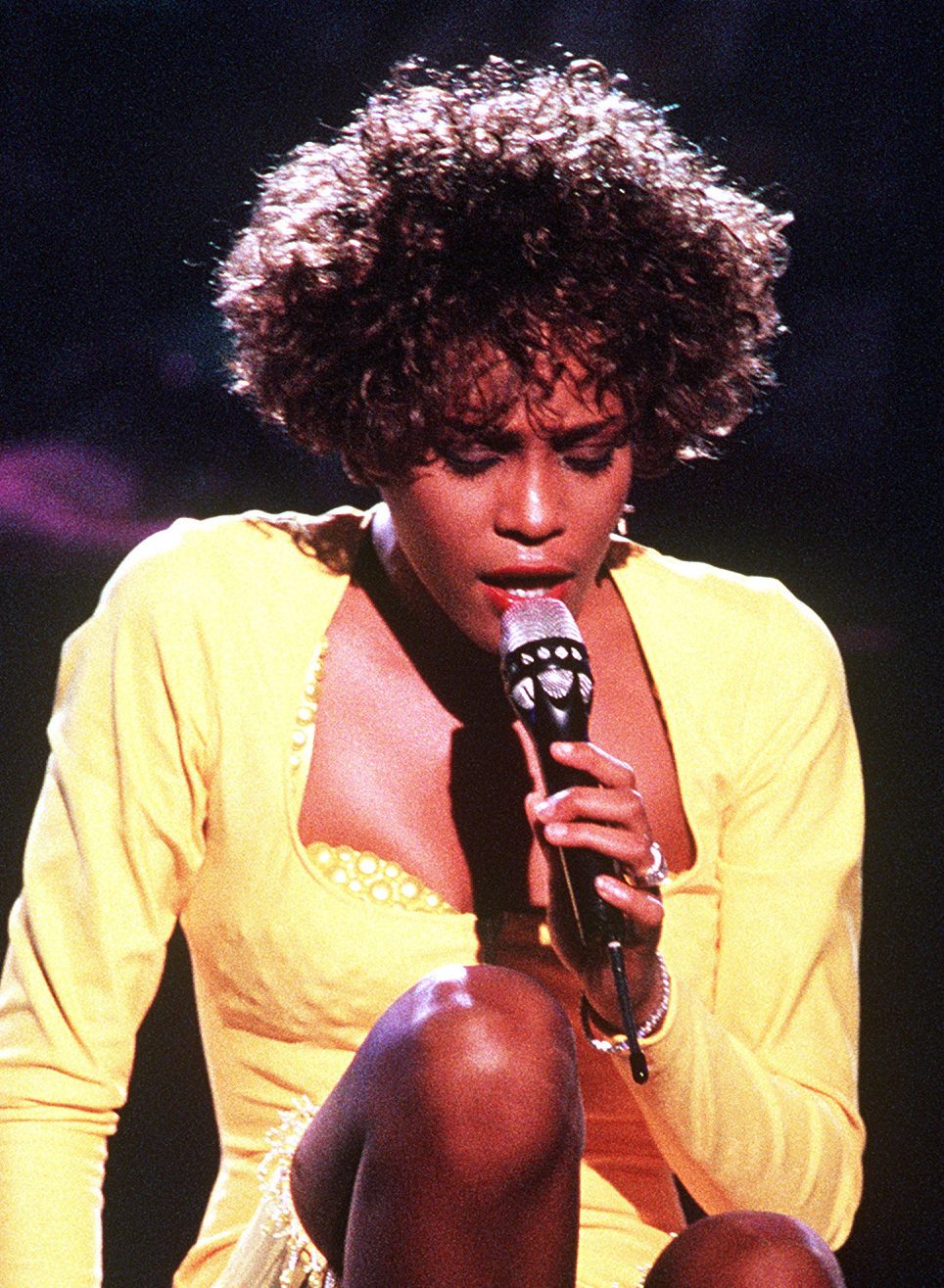
Több újságíró Whitney Houston előadásához hasonlította a számot és Gaga énekstílusát, legfőképp az I Will Always Love You (1992) című dalt hozták fel példaként

A szám Whitney Houston előadásait idézte fel több kiadványban is. Ben Beaumont-Thomas a The Guardian-tól úgy találta, hogy ez egy „hiperérzelmes zongoraballada, ahol Gaga Whitney-t idézi a versszakokban, de a magas refrénben sokkal érzelmesebb és sebezhetőbb lányos hangot ad elő”. Chris DeVille a Stereogum-tól a számot „meglehetősen kirívó kísérletnek nevezte, hogy visszahozza Whitney Houston I Will Always Love You feldolgozásának pompáját a Több mint testőrből”. Joey Morona, a The Plain Dealer munkatársa úgy vélte, hogy „a filmzene a csúcson zárul” az I’ll Never Love Again-nel, „egy olyan látványos filmzáró dallal, mint az I Will Always Love You és a My Heart Will Go On”, Céline Dion 1997-es kislemeze a Titanic-ból. Natalie Walker a Vulture-tól úgy jellemezte a dalt, mintha „Mariah [Carey] Without You-ja találkozna Whitney I Will Always Love You-jával”, és bár a dalszöveget „túlságosan szájbarágósnak” találta, végül nagyra értékelte a „csúcspontot jelentő finálé himnuszát”. Adam White, a The Independent munkatársa azt írta, hogy Gaga „hátborzongató ügyességgel utánozza” Whitney „huhogását és dúdolását” az I’ll Never Love Again-ben, amely „titkon a Csillag születik legfilmszerűbb száma – egy klasszikus, filmszínházi ballada, amelyet a szupersztárság és a csillogás hajt”. Az Entertainment Tonight-nak írva Alex Ungerman úgy vélte, hogy az Always Remember Us This Way hatásosabb befejezése lett volna a Csillag születiknek, és azt írta, hogy az I’ll Never Love Again „tisztességes, de inkább tűnik Whitney Houston b-oldalának, mint a film érzelmi csúcspontjának”.
Néhány újságíró még jobban értékelte a szám filmváltozatát, amely a vége felé átvált Bradley Cooper énekére. A Stereogum írója, Chris DeVille úgy érezte, hogy a szám „még erőteljesebbé válik, amikor Gaga bombasztikus zenekari felvételéről Cooper szelíden pengető zongorajátékára vált”. Brittany Spanos a Rolling Stone-tól azt írta, az I’ll Never Love Again-t „a legnagyobb pillanatnak szánták egy sor nagy pillanat után, és olyan megérdemeltnek tűnik, mint amikor Ally először énekelt eredeti dalt közönség előtt. De amikor a dal filmváltozata átvált arra a hangra, ahogy Jackson először énekli azt Allynek az otthonukban, akkor válik olyan klasszikussá, mint a sztár, akit megszületett”. Larry Fitzmaurice, a Pitchfork munkatársa szerint ez egy „szívszorító zárójelenet”, és bár „önmagában is nagyon hatásos, a dal párbeszéddel kiegészített változata drámaian megszakad az utolsó másodpercekben, ahogy a film is teszi: visszaugrik az időben Gaga elképesztő előadásából egy kulcsfontosságú és szívszorító jelenetbe, ami csak fokozza a dal érzelmi értékét”.
A 2020-as 62. Grammy-díjátadón az I’ll Never Love Again nyerte el A legjobb vizuális média számára írt dalnak járó Grammy-díjat, egy évvel a Shallow ugyanebben a kategóriában elért győzelme után. Ezzel a Csillag születik lett az első film, amely két győzelmet szerzett ebben a kategóriában. Az I’ll Never Love Again a 2019-es iHeartRadio Music Awards-on is díjat kapott a „Song That Left Us Shook” kategóriában.

## Slágerlistás helyezések
| Slágerlista (2018)                           | Legjobb helyezés |
| -------------------------------------------- | ---------------- |
| Ausztrália (ARIA)                            | 15               |
| Ausztria (Ö3 Austria Top 40)                 | 73               |
| Kanada (Canadian Hot 100)                    | 43               |
| Csehország (Singles Digitál Top 100)         | 52               |
| Európai digitális lista (Billboard)          | 5                |
| Franciaország (Single Top 100)               | 61               |
| Görög digitális lista (Billboard)            | 3                |
| Magyarország (Single Top 40)                 | 3                |
| Írország (IRMA)                              | 10               |
| Olaszország (FIMI)                           | 61               |
| Luxemburg Digitális dalok (Billboard)        | 3                |
| Malajzia (RIM)                               | 18               |
| Új-Zéland Hot Singles (RMNZ)                 | 13               |
| Portugália (AFP)                             | 34               |
| Skócia (Scottish Singles Top 40)             | 5                |
| Szlovákia (Singles Digitál Top 100)          | 1                |
| Dél-koreai Nemzetközi Digitális Lista (Gaon) | 47               |
| Spanyol kislemezlista (PROMUSICAE)           | 3                |
| Svédország (Sverigetopplistan)               | 47               |
| Svájc (Schweizer Hitparade)                  | 14               |
| Egyesült Királyság (UK Singles Chart)        | 27               |
| US Billboard Hot 100                         | 36               |

| Slágerlista (2018)           | Helyezés |
| ---------------------------- | -------- |
| Magyarország (Single Top 40) | 42       |

| Slágerlista (2019)                | Helyezés |
| --------------------------------- | -------- |
| Franciaország (SNEP)              | 169      |
| Magyarország (Single Top 40)      | 28       |
| Portugália (AFP)                  | 167      |
| US Digital Song Sales (Billboard) | 70       |

## Minősítések és eladási adatok
| Régió | Minősítés  | Eladott példányszám |
| --- | ---------- | ------------------- |
| Ausztrália (ARIA) | 3× platina | 210 000‡            |
| Ausztria (IFPI Austria)                                                                                                 | arany      | 15 000‡             |
| Brazília (Pro-Música Brasil)                                                                                            | gyémánt    | 160 000‡            |
| Brazília (Pro-Música Brasil) Extended version                                                                           | arany      | 20 000‡             |
| Dánia (IFPI Denmark) | arany      | 45 000‡             |
| Franciaország (SNEP) | gyémánt    | 333 333‡            |
| Olaszország (FIMI) | platina    | 100 000‡            |
| Norvégia (IFPI Norway)                                                                                                  | arany      | 30 000‡             |
| Lengyelország (ZPAV) | 3× platina | 150 000‡            |
| Portugália (AFP) | platina    | 10 000‡             |
| Spanyolország (PROMUSICAE) Extended version                                                                             | platina    | 60 000‡             |
| Egyesült Királyság (BPI)                                                                                                | platina    | 600 000‡            |
| Egyesült Államok (RIAA)                                                                                                 | platina    | 226 000             |
| Streaming |            |                     |
| Svédország (GLF) | arany      | 4 000 000†          |
| ‡ Eladási+streaming példányszámok kizárólag a minősítés alapján. † Csak streaming számok kizárólag a minősítés alapján. |            |                     |

## Fordítás
- Ez a szócikk részben vagy egészben  az   I'll Never Love Again) című angol Wikipédia-szócikk fordításán alapul.  Az eredeti cikk szerkesztőit annak laptörténete sorolja fel. Ez a jelzés csupán a megfogalmazás eredetét és a szerzői jogokat jelzi, nem szolgál a cikkben szereplő információk forrásmegjelöléseként.